# Quadrângulo de Phoenicis Lacus
O quadrângulo de Phoenicis Lacus é um de uma série de 30 quadrângulos em Marte estabelecidos pelo Programa de Pesquisa de Astrogeologia do Serviço Geológico dos Estados Unidos (USGS em inglês). Também pode-se referir ao quadrângulo de Phoenicis Lacus como MC-17 (Mars Chart-17).
O quadrângulo de Phoenicis Lacus cobre uma área que vai das longitudes 90° a 135° Oeste às latitudes 0º a 30° Sul em Marte. O planalto de Tharsis, que foi formado por fluxos de lava, ocupa parte da área. Acredita-se que os vulcões Pavonis Mons e Arsia Mons outrora abrigaram geleiras em seu interior. Geleiras podem ainda existir debaixo de uma tênue camada de rochas.  O gelo pode ser uma fonte de água para a possível futura colonização de Marte.

## Noctis Labyrinthus
Noctis Labyrinthus é um vasto sistema de cânions encontrado no quadrângulo de Phoenicis Lacus. Suas paredes contêm várias camadas rochosas. Uma pesquisa, publicada em dezembro de 2009, descobriu uma variedade de minerais--incluindo minerais argilosos, sulfatos, e sílicas hidratadas em algumas das camadas.

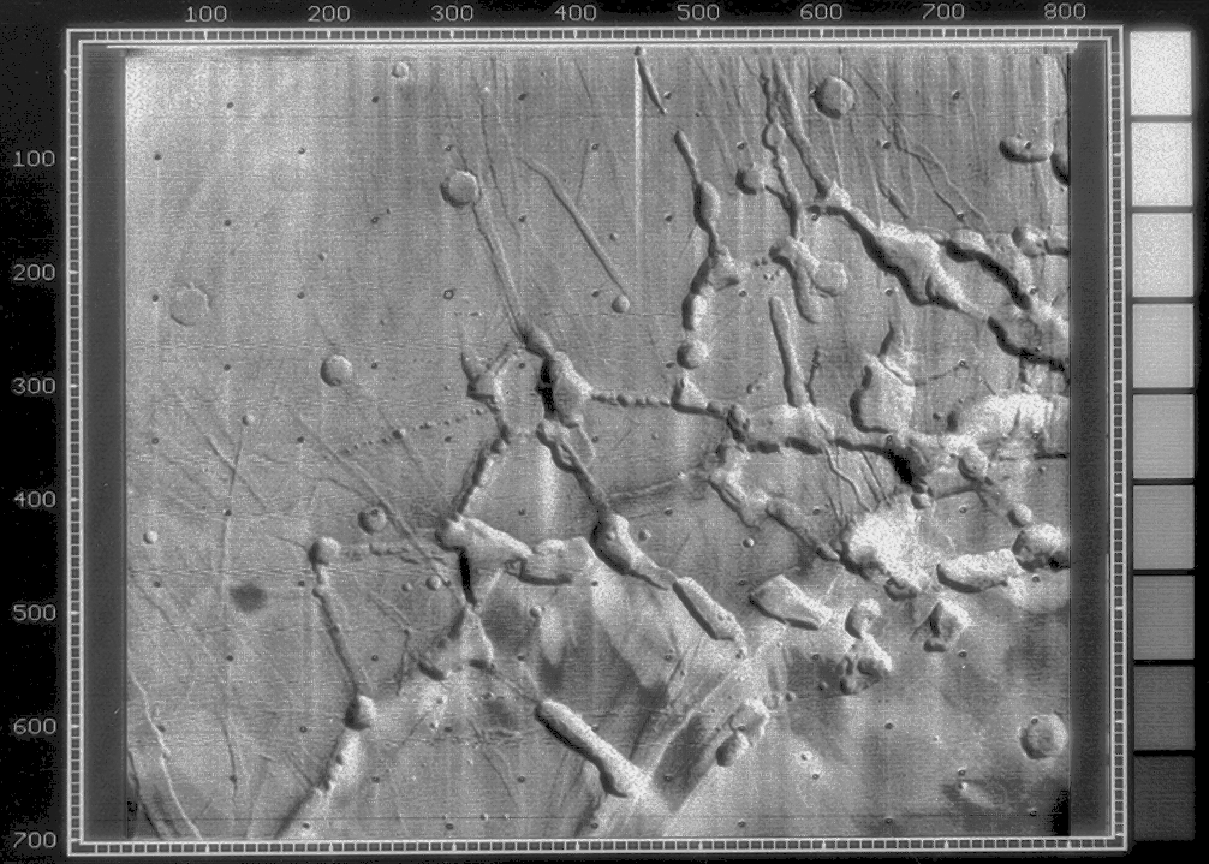
Vista da Mariner 9 do "labirinto" de Noctis Labyrinthus na terminação oeste de Valles Marineris em Marte. Grabens lineares, grooves, e cadeias de crateras dominam essa região, junto a um número de mesas achatadas. Essa imagem abrange aproximadamente 400 km de extensão, centrada a 6 S, 105 W, na borda da elevação de Tharsis. O norte está na parte superior.
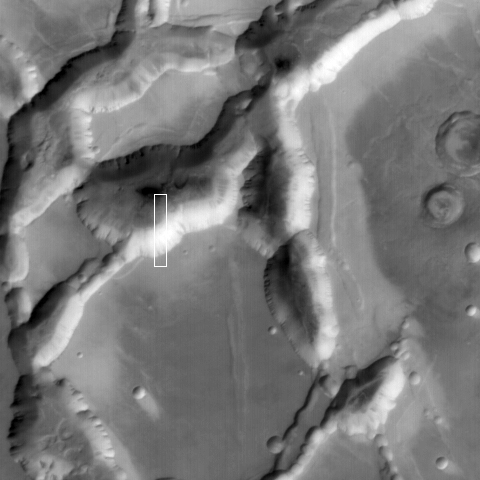
Parte de Noctis Labyrinthus capturado pela Mars Global Surveyor.  Cortesia da  NASA/Malin Space Science Systems.
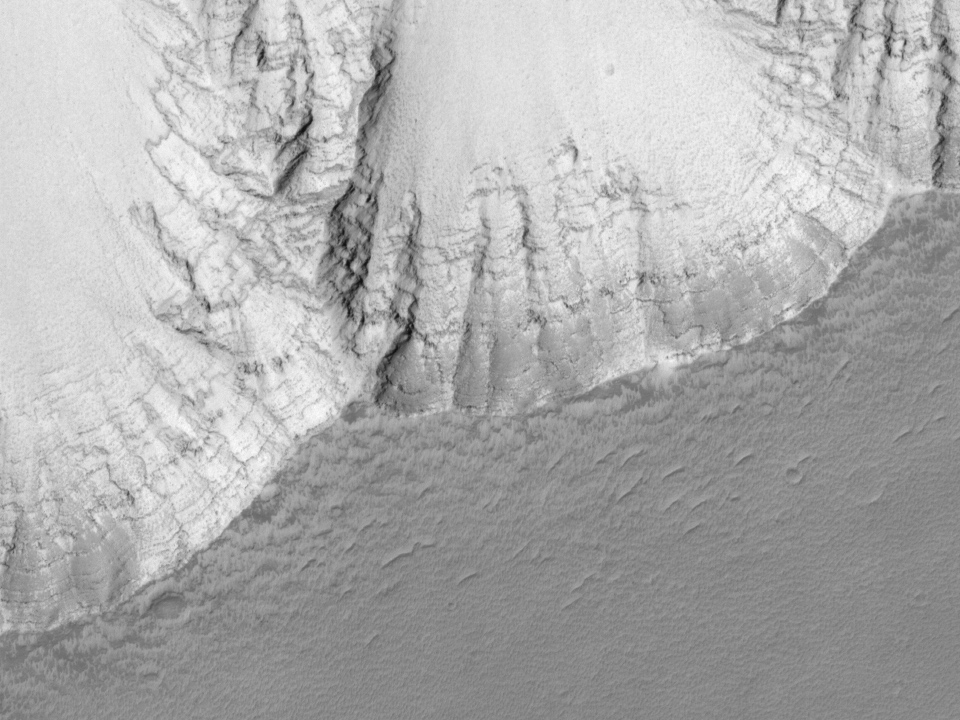
Camadas e uma parede de Noctis Labyrinthus imagem obtida pela Mars Global Surveyor.  Cortesia da NASA/Malin Space Science Systems.
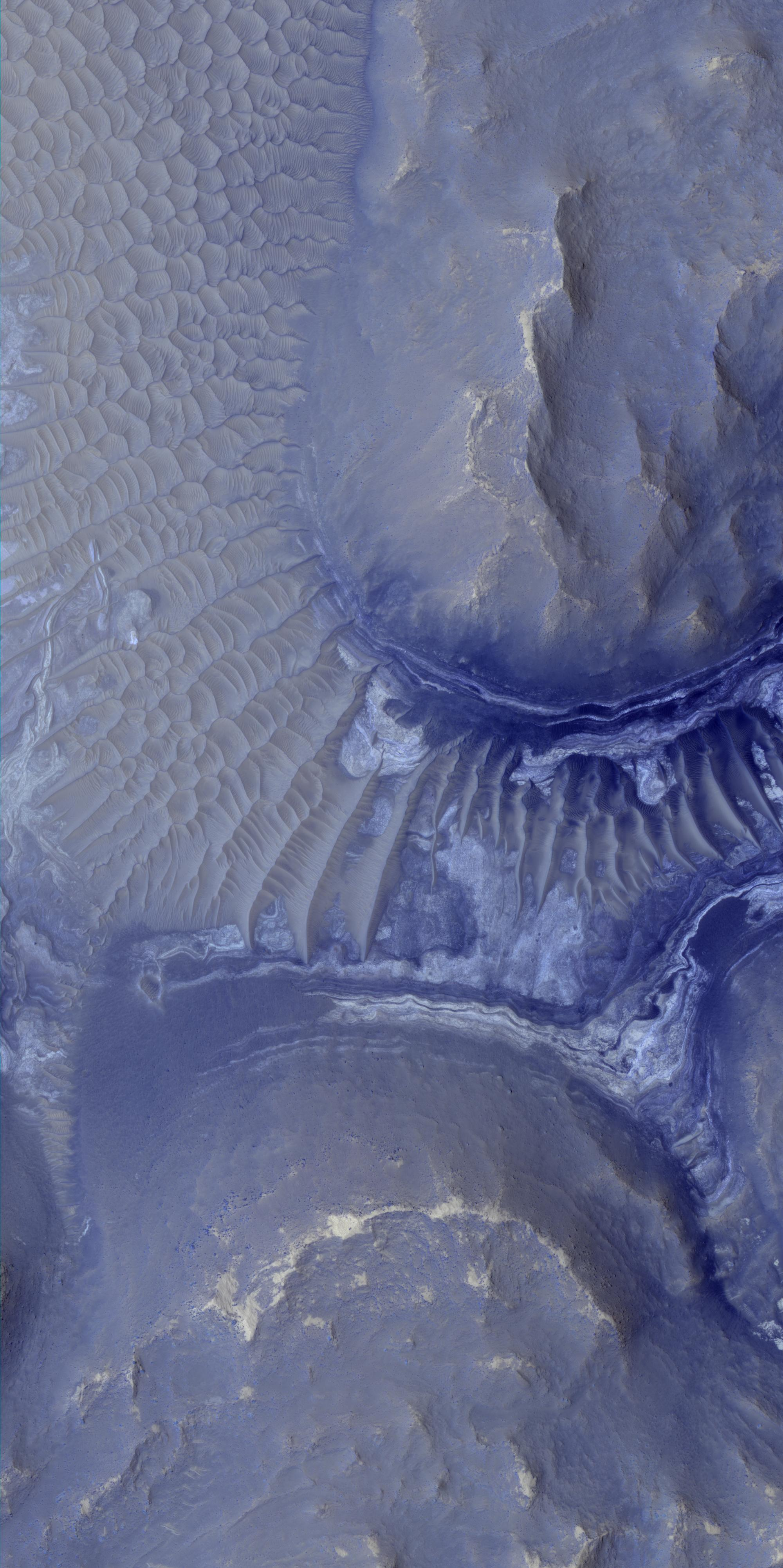
Camadas na porção superior de dois buttes vizinhos dentro da formação de Noctis Labyrinthus em Marte estão visíveis nessa imagem.

## Canais de lava
Às vezes a lava formam um tubo na medida em que ela se move a partir da venta (abertura pela qual a lava flui de um vulcão). O topo de uma corrente de lava se resfria, assim formando um teto sólido. Enquanto isso, a lava continua a se mover através do tubo. Muitas vezes, quando toda a lava deixa o tubo, o teto desaba, formando um canal. Essas formações são encontradas em Marte. Já foi sugerido que futuros colonizadores de Marte poderiam usar túneis de lava como abrigo. Eles ofereceriam grande proteção contra radiação, especialmente radiação ultravioleta. Canais de lava nos flancos do vulcão Pavonis Mons são descritos abaixo em uma imagem da Mars Odyssey THEMIS. Às vezes o tubo de lava permanece intacto por um tempo. A lava se acumulará ao longo do canal ou irá embora. Os fluxos de lava apresentam frequentemente uma aparência lobular nas bordas. Uma boa visualização de um tubo de lava desses é mostrada abaixo.

## Geleiras

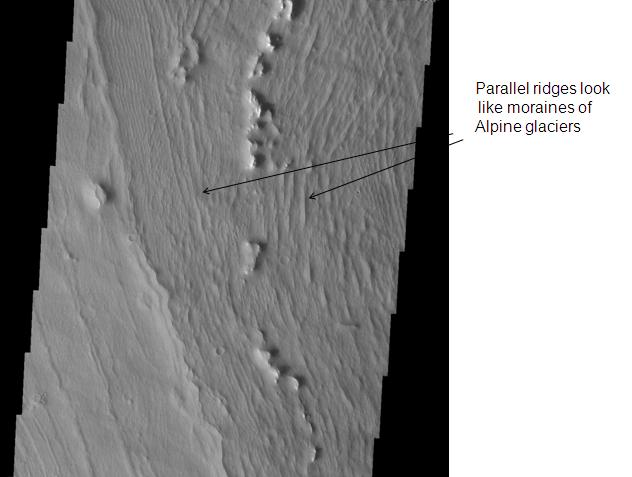
Tergos na lateral de Arsia Mons, um grande vulcão, podem ser morenas depositadas por atividade glacial.

Muitos dos vulcões de Marte exibem forte evidências de atividades glaciais passadas e possíveis atividades recentes. Quando uma geleira derrete e recua, elas deixam para trás material transportado pelo gelo. Muitas vezes o material é depositado em um tergo, chamado morena.  Um exemplo de morenas é mostrado na imagem ao lado em um flanco de Arsia Mons, uma imagem obtida pela Mars Odyssey THEMIS.

## Riscas Escuras nos Desfiladeiros

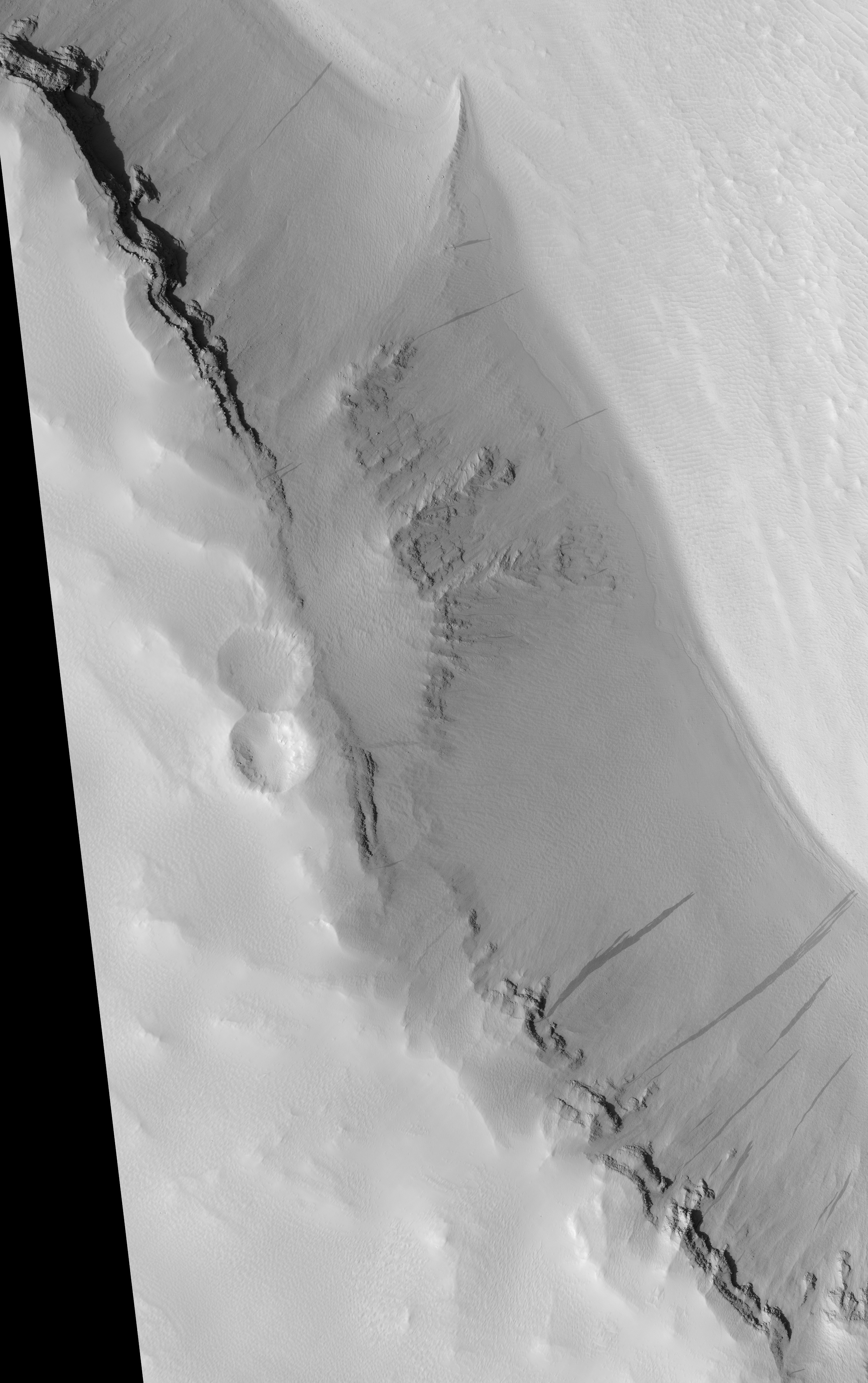
Aganippe Fossa visto pela HiRISE. Clique na imagem para visualizar as camadas e as riscas.

Muitas regiões em Marte exibem riscas escuras nos desfiladeiros (Dark Slope Streaks); elas podem ser observadas logo à esquerda de Tharsis Tholus, em Ceraunius Fossae, e em Olympica Fossae. Essas riscas são comuns em Marte. Elas ocorrem nos íngremes barrancos das crateras, fendas e vales. As riscas são escuras em princípio. Elas clareiam com o passar do tempo. Às vezes elas tem início em um ponto minúsculo, então elas se expandem por centenas de metros. Foi observado que elas correm ao redor de obstáculos, como penedos.  Acredita-se que avalanches de poeira clara que expõem uma camada inferior mais escura. No entanto, várias idéias tem sido elaboradas para explicar essas riscas. Algumas envolvem água ou até mesmo o crescimento de organismos. As riscas aparecem em áreas cobertas por poeira. Grande parte da superfície de Marte é coberta por poeira. Poeira fina da atmosfera cai cobrindo tudo. Sabe-se muito a respeito disso pois os painéis solares da Mars Rover ficam cobertos por poeira, reduzindo dessa forma a energia elétrica. A potência dos rovers foi restaurada muitas vezes pelo vento, na forma de redemoinhos, limpando os painéis aumentando a geração de eletricidade. Tempestades de areia são frequentes, especialmente quando a estação da primavera tem início no hemisfério sul. Nessa época, Marte se encontra 40% mais próximo do sol. A órbita de Marte é muito mais elíptica que a da Terra. Isto é, a diferença entre o ponto mais distante e o mais próximo do sol varia muito em Marte, mas muito pouco na Terra. Ainda, a cada poucos anos o planeta inteiro é tomado por tempestades de poeira. Quando a sonda Mariner 9 da NASA aterrissou no planeta, nada podia ser visto através da tempestade de areia. Outras tempestades de poeira globais tem sido observadas desde então.

## Cadeias de crateras de buraco
Crateras de buraco são comuns próximo a vulcões nos sistemas vulcânicos de Tharsis e Elysium.  Crateras de buraco se formam quando um vazio é produzido pelo rompimento da superfície causado pelo estiramento. Ainda, a lava pode ser drenada de uma câmara subterrânea, deixando assim um espaço vazio. Quando material desliza para dentro da fenda, uma cratera de buraco ou cadeia de crateras de buraco se forma. Crateras de buraco não possuem bordas ou ejecta ao redor, tal como crateras de impacto. Em Marte, crateras de buraco individuais muitas vezes mergem formando cadeias ou até mesmo formando sulcos muitas vezes fracionados.  Crateras de buraco não são comuns na Terra. Dolinas, onde o chão desaba deixando um buraco (às vezes no meio de uma cidade) lembram crateras de buraco em Marte. No entanto, na Terra esses buracos são causados por rochas arenosas sendo dissolvidas causando como consequência um buraco no solo.

## Fossae
Alguns locais em Marte abrigam grandes fraturas (depressões extensas e estreitas) chamadas fossae na linguagem geográfica utilizada para Marte. O termo é derivado do latim, assim fossa é singular e fossae é plural. As fossas se formam quando a superfície é estirada até seu rompimento. Esse estiramento pode ser devido ao peso excessivo de um vulcão próximo. Fossae/crateras de buraco são comuns próximos a vulcões no complexo vulcânico de Tharsis e Elysium.  Uma fenda muitas vezes possui duas quebras com a sessão intermediária se movendo para baixo, deixando escarpas íngremes nos lados; uma fenda deste tipo é chamada um graben. O lago George, no norte do estado de New York, é um lago que se situa sobre um graben.

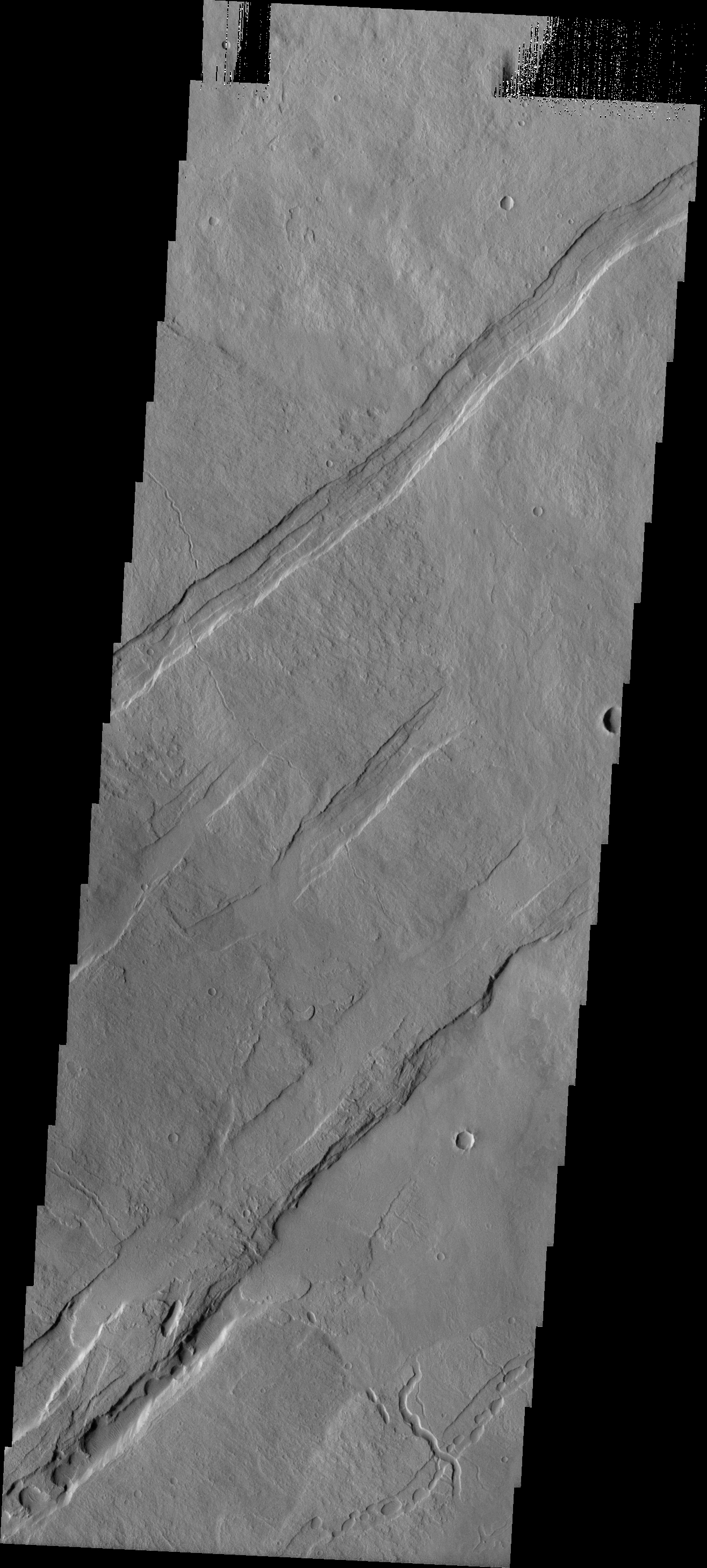
Oti Fossae, visto pela THEMIS. Esses grabens paralelos são encontrados no lado ocidental Arsia Mons; eles estão alinhados com a tendencia NE/SW dos três vulcões de Tharsis.
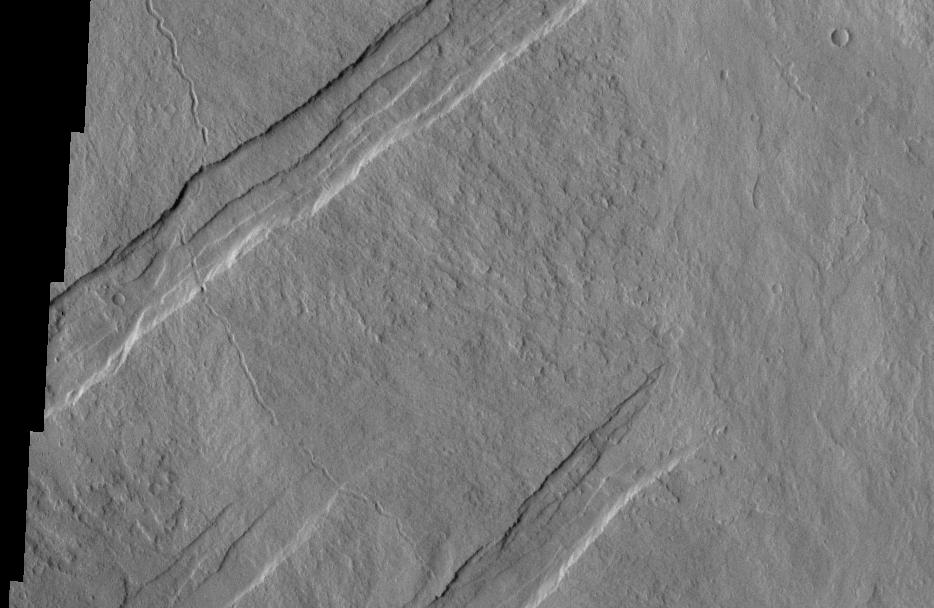
Oti Fossae, visto pela THEMIS. Esses grabens paralelos são encontrados no lado ocidental Arsia Mons; eles estão alinhados com a tendencia NE/SW dos três vulcões de Tharsis.
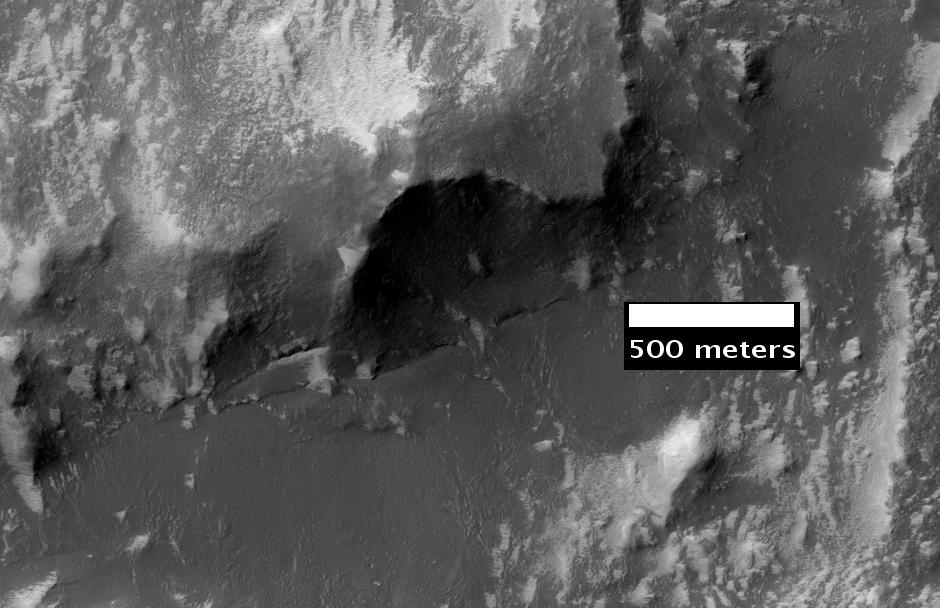
Claritas Fossae visto pela HiRISE.  Note a escarpa íngreme.

## Vulcões

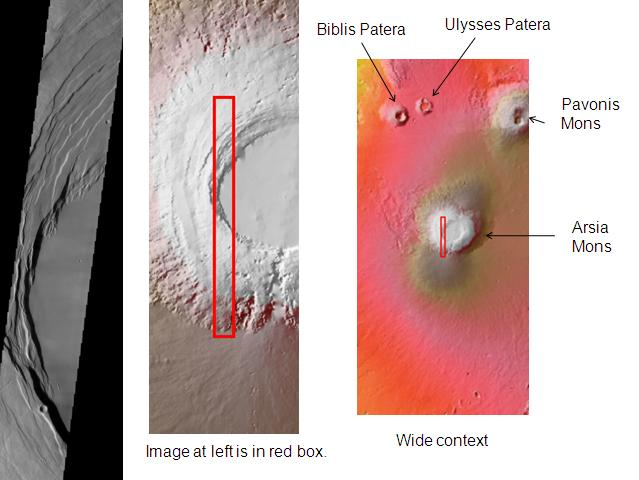
Arsia Mons e sua posição entre os outros vulcões visto pela THEMIS.
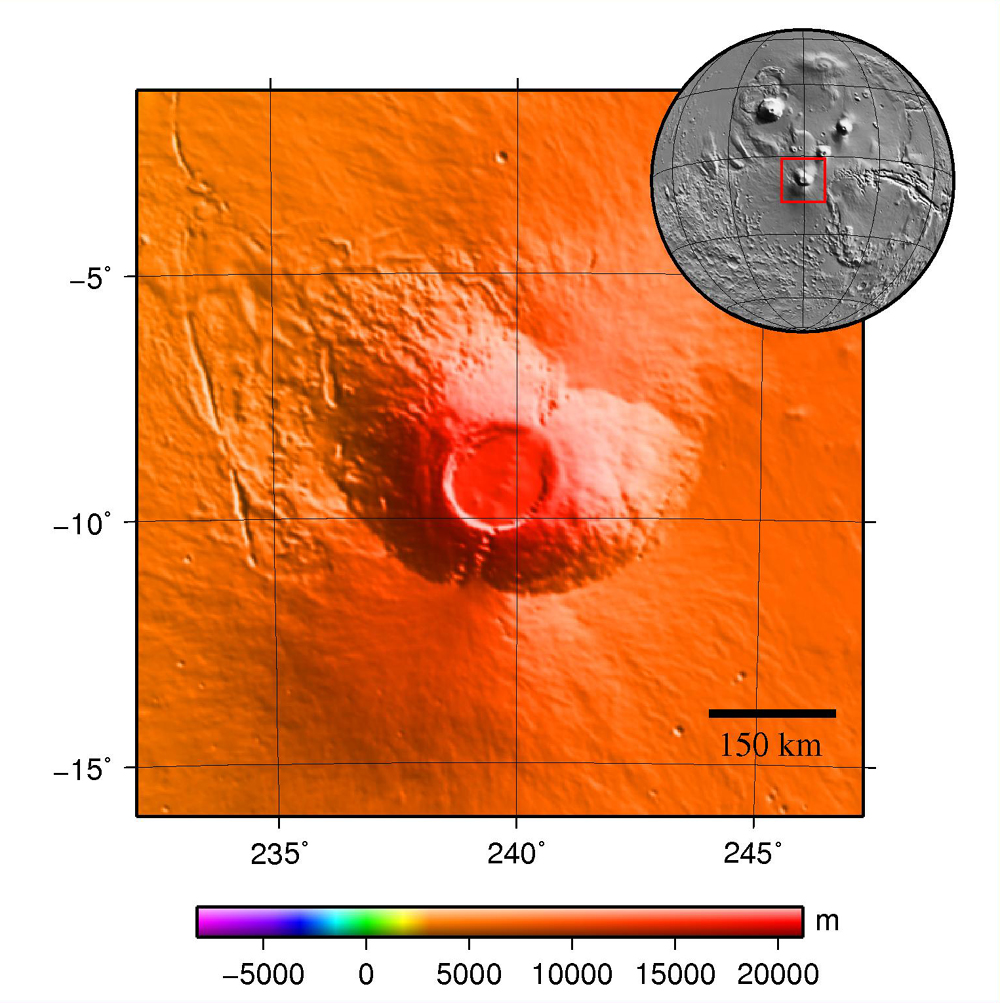
Topografia ao redor de Arsia Mons.
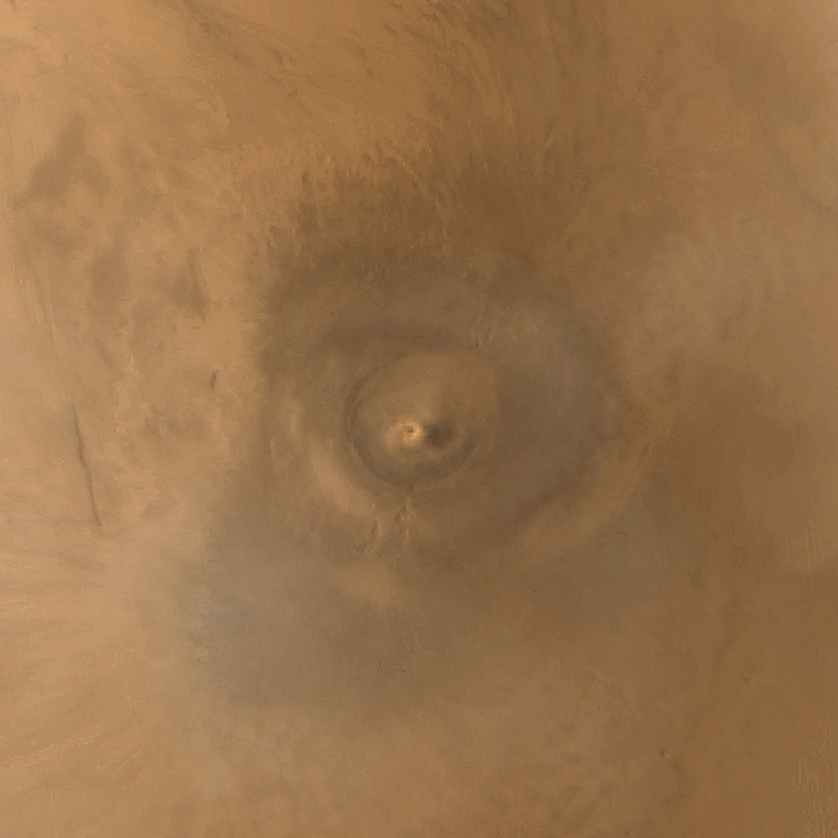
Arsia Mons, visto pela Mars Global Surveyor.
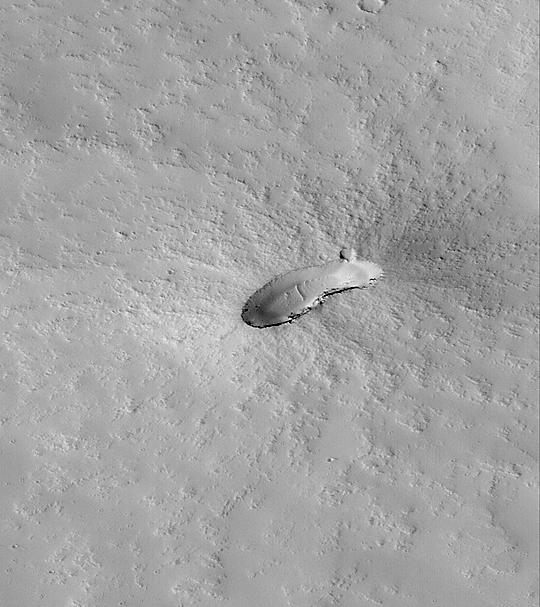
Pequeno vulcão no quadrângulo de Phoenicis Lacus quadrangle. A imagem abrange 3 km.

## Outras formações no quadrângulo de Phoenicis Lacus

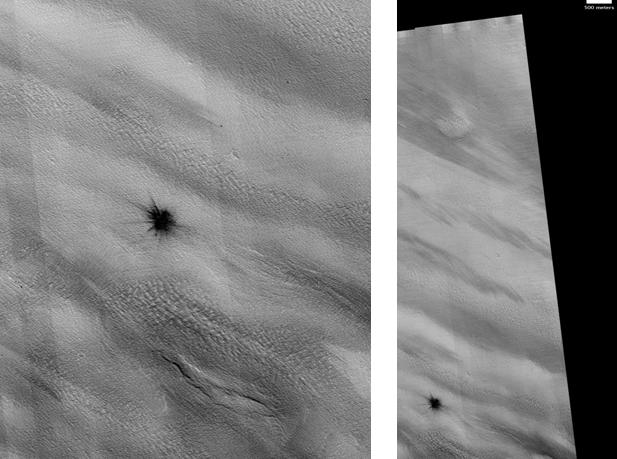
Novo impacto ocorrido entre 2000 e julho de 2003. A escala é de 1:500 metros. Imagem obtida pela HiRISE.

## Referencias
1. ↑  Davies, M.E.; Batson, R.M.; Wu, S.S.C. “Geodesy and Cartography” in Kieffer, H.H.; Jakosky, B.M.; Snyder, C.W.; Matthews, M.S., Eds. Mars. University of Arizona Press: Tucson, 1992.
2. ↑  http://www.mars.asu/christensen/advancedmarsclass/shean_glaciers_2005.pdf
3. ↑  «Cópia arquivada». Consultado em 2 de janeiro de 2011. Arquivado do original em 18 de outubro de 2013
4. ↑  «Cópia arquivada». Consultado em 2 de janeiro de 2011. Arquivado do original em 4 de dezembro de 2008
5. ↑  «Cópia arquivada». Consultado em 2 de janeiro de 2011. Arquivado do original em 6 de setembro de 2008
6. ↑  http://www.space.com/image_of_day_080730.html
7. ↑  http://www.spcae.com/scienceastronomy/streaks_mars_021211.html
8. ↑  http://www.space.com/scienceastronomy/streaks_mars_streaks_030328.html
9. ↑  http://www.space.com/scienceastronomy/mars_
10. ↑  http://www.sciencedaily.com/releases/2009/02/090217101110.htm
11. ↑  ISBN 0-517-00192-6
12. ↑  ISBN 0-8165-1257-4
13. 1 2  Skinner, J., L. Skinner, and J. Kargel. 2007. Re-assessment of Hydrovolcanism-based Resurfacing within the Galaxias Fossae Region of Mars. Lunar and Planetary Science XXXVIII (2007)
14. 1 2  Wyrick, D., D. Ferrill, D. Sims, and S. Colton. 2003. Distribution, Morphology and Structural Associations of Martian Pit Crater Chains. Lunar and Planetary Science XXXIV (2003)
15. ↑  http://www.swri.edu/4org/d20/DEMPS/planetgeo/planetmars.html
16. ↑  «Mars Global Surveyor MOC2-620 Release». www.msss.com
17. ↑  «Mars Art Gallery Martian Feature Name Nomenclature». www.marsartgallery.com
18. ↑  «HiRISE - Craters and Pit Crater Chains in Chryse Planitia (PSP_008641_2105)». hirise.lpl.arizona.edu

| Quadrângulos em Marte                      | Quadrângulos em Marte                    | Quadrângulos em Marte                    | Quadrângulos em Marte                        | Quadrângulos em Marte                        | Quadrângulos em Marte                        | Quadrângulos em Marte                    | Quadrângulos em Marte                    | Quadrângulos em Marte                    | Quadrângulos em Marte                           | Quadrângulos em Marte                           | Quadrângulos em Marte                           | Quadrângulos em Marte                       | Quadrângulos em Marte                       | Quadrângulos em Marte                       | Quadrângulos em Marte                       | Quadrângulos em Marte                     | Quadrângulos em Marte                     | Quadrângulos em Marte                       | Quadrângulos em Marte                       | Quadrângulos em Marte                       | Quadrângulos em Marte                 | Quadrângulos em Marte                 | Quadrângulos em Marte                 |
| ------------------------------------------ | ---------------------------------------- | ---------------------------------------- | -------------------------------------------- | -------------------------------------------- | -------------------------------------------- | ---------------------------------------- | ---------------------------------------- | ---------------------------------------- | ----------------------------------------------- | ----------------------------------------------- | ----------------------------------------------- | ------------------------------------------- | ------------------------------------------- | ------------------------------------------- | ------------------------------------------- | ----------------------------------------- | ----------------------------------------- | ------------------------------------------- | ------------------------------------------- | ------------------------------------------- | ------------------------------------- | ------------------------------------- | ------------------------------------- |
| MC-01 Mare Boreum (Artigos relacionados)   |                                          |                                          |                                              |                                              |                                              |                                          |                                          |                                          |                                                 |                                                 |                                                 |                                             |                                             |                                             |                                             |                                           |                                           |                                             |                                             |                                             |                                       |                                       |                                       |
| MC-02 Diacria (Artigos relacionados)       | MC-02 Diacria (Artigos relacionados)     | MC-02 Diacria (Artigos relacionados)     | MC-02 Diacria (Artigos relacionados)         | MC-03 Arcadia (Artigos relacionados)         | MC-03 Arcadia (Artigos relacionados)         | MC-03 Arcadia (Artigos relacionados)     | MC-03 Arcadia (Artigos relacionados)     | MC-04 Acidalium (Artigos relacionados)   | MC-04 Acidalium (Artigos relacionados)          | MC-04 Acidalium (Artigos relacionados)          | MC-04 Acidalium (Artigos relacionados)          | MC-05 Ismenius Lacus (Artigos relacionados) | MC-05 Ismenius Lacus (Artigos relacionados) | MC-05 Ismenius Lacus (Artigos relacionados) | MC-05 Ismenius Lacus (Artigos relacionados) | MC-06 Casius (Artigos relacionados)       | MC-06 Casius (Artigos relacionados)       | MC-06 Casius (Artigos relacionados)         | MC-06 Casius (Artigos relacionados)         | MC-07 Cebrenia (Artigos relacionados)       | MC-07 Cebrenia (Artigos relacionados) | MC-07 Cebrenia (Artigos relacionados) | MC-07 Cebrenia (Artigos relacionados) |
| MC-08 Amazonis (Artigos relacionados)      | MC-08 Amazonis (Artigos relacionados)    | MC-08 Amazonis (Artigos relacionados)    | MC-09 Tharsis ( Artigos relacionados)        | MC-09 Tharsis ( Artigos relacionados)        | MC-09 Tharsis ( Artigos relacionados)        | MC-10 Lunae Palus (Artigos relacionados) | MC-10 Lunae Palus (Artigos relacionados) | MC-10 Lunae Palus (Artigos relacionados) | MC-11 Oxia Palus (Artigos relacionados)         | MC-11 Oxia Palus (Artigos relacionados)         | MC-11 Oxia Palus (Artigos relacionados)         | MC-12 Arabia (Artigos relacionados)         | MC-12 Arabia (Artigos relacionados)         | MC-12 Arabia (Artigos relacionados)         | MC-13 Syrtis Major (Artigos relacionados)   | MC-13 Syrtis Major (Artigos relacionados) | MC-13 Syrtis Major (Artigos relacionados) | MC-14 Amenthes (Artigos relacionados)       | MC-14 Amenthes (Artigos relacionados)       | MC-14 Amenthes (Artigos relacionados)       | MC-15 Elysium (Artigos relacionados)  | MC-15 Elysium (Artigos relacionados)  | MC-15 Elysium (Artigos relacionados)  |
| MC-16 Memnonia (Artigos relacionados)      | MC-16 Memnonia (Artigos relacionados)    | MC-16 Memnonia (Artigos relacionados)    | MC-17 Phoenicis Lacus (Artigos relacionados) | MC-17 Phoenicis Lacus (Artigos relacionados) | MC-17 Phoenicis Lacus (Artigos relacionados) | MC-18 Coprates (Artigos relacionados)    | MC-18 Coprates (Artigos relacionados)    | MC-18 Coprates (Artigos relacionados)    | MC-19 Margaritifer Sinus (Artigos relacionados) | MC-19 Margaritifer Sinus (Artigos relacionados) | MC-19 Margaritifer Sinus (Artigos relacionados) | MC-20 Sinus Sabaeus (Artigos relacionados)  | MC-20 Sinus Sabaeus (Artigos relacionados)  | MC-20 Sinus Sabaeus (Artigos relacionados)  | MC-21 Iapygia (Artigos relacionados)        | MC-21 Iapygia (Artigos relacionados)      | MC-21 Iapygia (Artigos relacionados)      | MC-22 Mare Tyrrhenum (Artigos relacionados) | MC-22 Mare Tyrrhenum (Artigos relacionados) | MC-22 Mare Tyrrhenum (Artigos relacionados) | MC-23 Aeolis (Artigos relacionados)   | MC-23 Aeolis (Artigos relacionados)   | MC-23 Aeolis (Artigos relacionados)   |
| MC-24 Phaethontis (Artigos relacionados)   | MC-24 Phaethontis (Artigos relacionados) | MC-24 Phaethontis (Artigos relacionados) | MC-24 Phaethontis (Artigos relacionados)     | MC-25 Thaumasia (Artigos relacionados)       | MC-25 Thaumasia (Artigos relacionados)       | MC-25 Thaumasia (Artigos relacionados)   | MC-25 Thaumasia (Artigos relacionados)   | MC-26 Argyre (Artigos relacionados)      | MC-26 Argyre (Artigos relacionados)             | MC-26 Argyre (Artigos relacionados)             | MC-26 Argyre (Artigos relacionados)             | MC-27 Noachis (Artigos relacionados)        | MC-27 Noachis (Artigos relacionados)        | MC-27 Noachis (Artigos relacionados)        | MC-27 Noachis (Artigos relacionados)        | MC-28 Hellas ( Artigos relacionados)      | MC-28 Hellas ( Artigos relacionados)      | MC-28 Hellas ( Artigos relacionados)        | MC-28 Hellas ( Artigos relacionados)        | MC-29 Eridania (Artigos relacionados)       | MC-29 Eridania (Artigos relacionados) | MC-29 Eridania (Artigos relacionados) | MC-29 Eridania (Artigos relacionados) |
| MC-30 Mare Australe (Artigos relacionados) |                                          |                                          |                                              |                                              |                                              |                                          |                                          |                                          |                                                 |                                                 |                                                 |                                             |                                             |                                             |                                             |                                           |                                           |                                             |                                             |                                             |                                       |                                       |                                       |